# Руффа, Артуро
Артуро Руффа (исп. Arturo Ruffa; 25 декабря 1926, Сан-Мигель-де-Тукуман — октябрь 2004, Кордова) — аргентинский баскетболист, лёгкий форвард; тренер. Участник летних Олимпийских игр 1948 года.

## Биография
Артуро Руффа родился 25 декабря 1926 года в аргентинском городе Сан-Мигель-де-Тукуман в семье портного предпоследним из пяти детей.
Играл в баскетбол за аргентинские «Эстудиантес Унидос», «Хувентуд Антониана» и «Сантьяго-дель-Эстеро». Дебютировал в чемпионате Аргентины в 15-летнем возрасте.
В 1948 году вошёл в состав сборной Аргентины по баскетболу на летних Олимпийских играх в Лондоне, занявшей 15-е место. Играл на позиции лёгкого форварда, провёл 1 матч против сборной Швейцарии, набрал 2 очка.
После окончания игровой карьеры стал тренером. Возглавлял аргентинские «Сан-Мигель-де-Тукуман», «Бельграно», «Лос-Кондорес» и «Университарио».
В середине 1970-х годов попал в автомобильную аварию, повредив ноги.
В 1976 году представителями аргентинской военной хунты Хорхе Рафаэля Виделы, захватившей власть в марте, были похищены двое его сыновей. Старший Артуро Мигель был найден в пенитенциарном учреждении. Добившись освобождения сына, Руффа отправил его в Италию, где он жил, пока в Аргентине не сменилась власть. Младший сын Рикардо Армандо так и не был найден. 20 октября 1976 года Руффа также был похищен из своего дома в Кордове и пятнадцать дней оставался в заточении.
В последние годы страдал от неизлечимой лёгочной болезни.
Умер в октябре 2004 года в аргентинском городе Кордова.